# Achondrostoma
Achondrostoma – rodzaj słodkowodnych ryb z rodziny karpiowatych (Cyprinidae).

## Występowanie
Półwysep Iberyjski (Hiszpania i Portugalia).

## Klasyfikacja
Gatunki zaliczane do tego rodzaju:
- Achondrostoma arcasii – płoć hiszpańska[3]
- Achondrostoma occidentale
- Achondrostoma oligolepis – płoć portugalska[4]
- Achondrostoma salmantinum
- Acinocheirodon melanogramma

Gatunkiem typowym jest Leuciscus arcasii (A. arcasii).

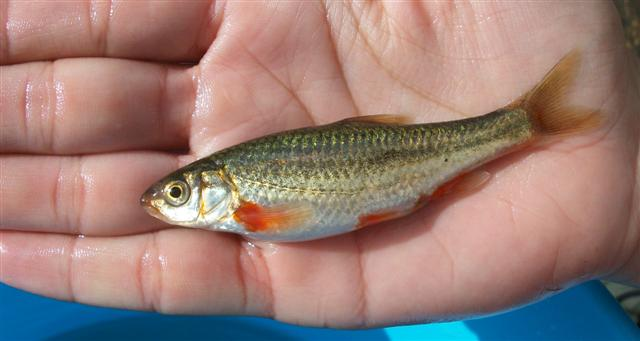
Achondrostoma oligolepis
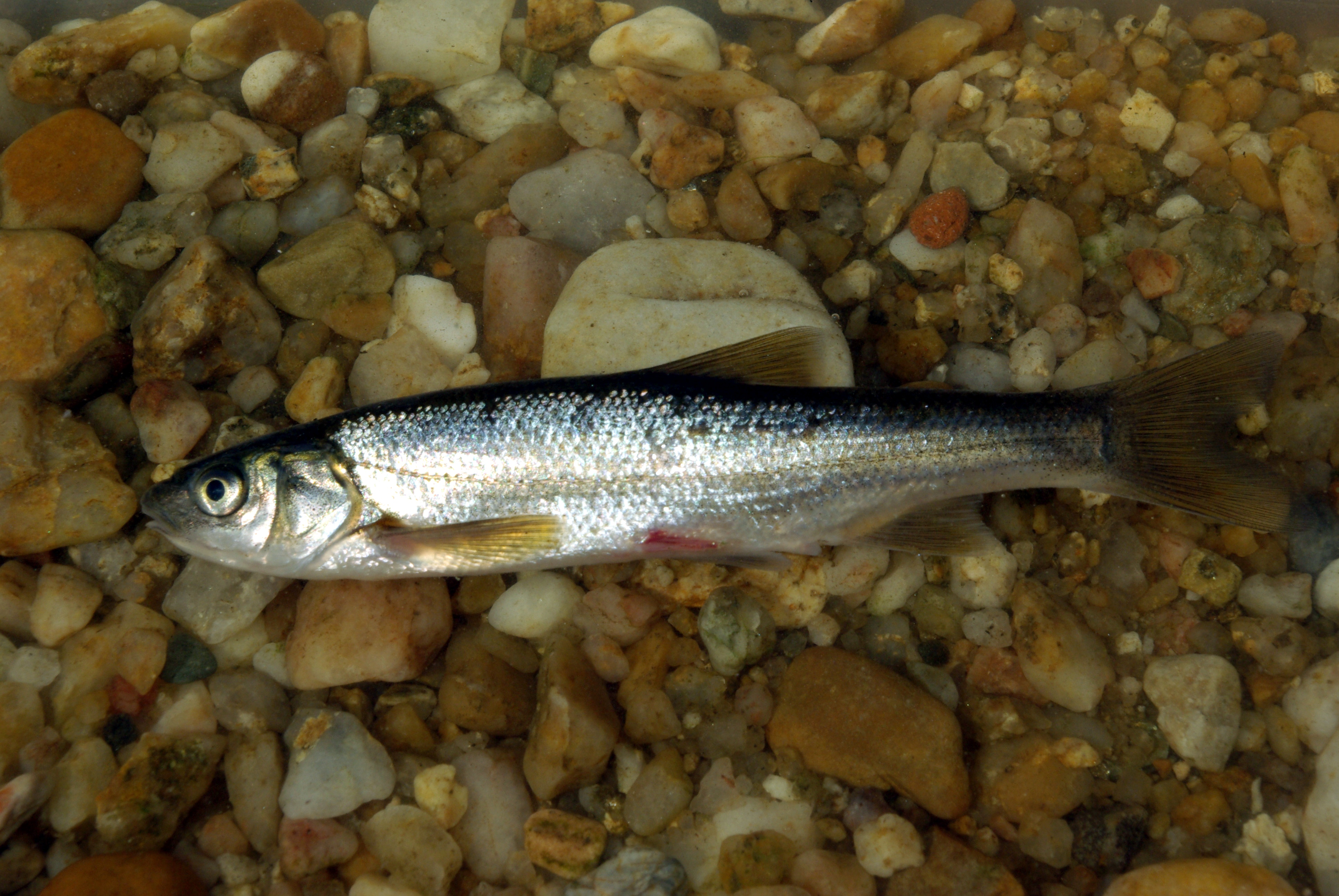
Achondrostoma salmantinum